# 千田謙蔵
千田 謙蔵（ちだ けんぞう、1931年（昭和6年）10月22日 - 2024年（令和6年）12月20日）は、日本の政治家。秋田県横手市長（5期）、横手市議会議員（3期）、横手市観光協会会長などを歴任した。

## 来歴
秋田県横手市生まれ。旧制横手中学校、旧制弘前高等学校を経て、1953年に東京大学経済学部を卒業する。1952年に発生した東大ポポロ事件の被告人として有罪判決を受ける。
卒業後数年間は地元で茶舗を経営する傍ら、1959年、当時27歳にして横手市議会議員に当選。3期12年務める。
1971年、市長選に社会党から出馬し、自民党公認の元助役を119票差で破り、初当選を果たした。
市政では｢市民総参加で明るい市政｣｢東北の夜明けにふさわしいまちづくり｣｢くらしと健康を守る市政｣｢積極はつらつの市民性｣を基本方針に掲げ、議会においては少数与党（社会党、公明党、民社党、共産党）ではあったが、市民の根強い人気に支えられながら5期20年の任期を終える。
市長引退後はドイツ国内で「滞在視察」を実施、農業や環境を中心に学び、EU圏内でも「持続可能な社会」への転換が始まっていることを実感する。その後、自治大学校講師、地方分権推進委員会委員などを経て、2002年からは特定非営利活動法人「横手ひらかNPOセンター」理事長を務める。
2002年、勲三等瑞宝章受章。
2008年8月5日、千田ら秋田県内で市町村長を経験した8名が呼びかけ人となり、｢政党政派をこえ、九条を守る｣ことを目的として「憲法九条を守る秋田県市町村長の会」を結成した。
2024年12月20日、老衰のため秋田県湯沢市の病院で死去。93歳没。

## 著書
- 『小さくともキラリと-「かまくら」のまちの市長日記』（ぎょうせい、1981年8月）
- 『小さくともキラリと-「かまくら」のまちの市長日記』（続）（ぎょうせい、1986年）
- 『小さくともキラリと-「かまくら」のまちの市長日記』(3)（ぎょうせい、1991年1月）
- 『迫る地方分権、がんばれ自治体-小さくともキラリと』（ぎょうせい、1998年5月）
- 『ポポロ事件全史』（日本評論社、2008年5月）
- 『人類が戦争と決別する日』（自費出版、2018年）[9]